# Comuna Krîjanivka, Hmilnîk
Krîjanivka (în ucraineană Крижанівка) este o comună în raionul Hmilnîk, regiunea Vinnița, Ucraina, formată din satele Krîjanivka (reședința), Osîcina și Sloboda-Kustovețka.

## Demografie
Componența lingvistică a satului Krîjanivka
     Ucraineană (98,75%)
     Rusă (1,07%)
     Alte limbi (0,18%)
Conform recensământului din 2001, majoritatea populației satului Krîjanivka era vorbitoare de ucraineană (98,75%), existând în minoritate și vorbitori de rusă (1,07%).